# 2018 LF16
2018 LF16 ist ein etwa 213 m großer marskreuzender Asteroid. Er wurde von Astronomen des Haleakala-Observatoriums am 14. Juni 2018 entdeckt. Der Asteroid bewegt sich ungefähr mit 15 km/s.
In einigen Meldungen der Sensationspresse war im Februar 2019 zu lesen, dass der „Riesen-Asteroid“ einschlagen könnte. 2018 LF16 wurde als potenzieller Erdbahn-Kreuzer angesehen. Auf der Torino-Skala ist er aber mit dem Wert 0 eingestuft und auf der Palermo-Skala mit −5,56. Damit wäre eine Kollision mit der Erde mit einem nur ganz geringen Restrisiko verbunden gewesen. Bis im Jahr 2117 kommt er der Erde 62 Mal näher. Die Einschlags-Wahrscheinlichkeit für alle 62 Annäherungen zusammen läge danach in etwa bei 1:30 Millionen. Nach den momentanen Berechnungen wird er am 8. August 2023 an der Erde mit einem Abstand vom 3,4-fachen Erdradius vorbeifliegen. In den folgenden Jahren wird der Abstand nach NASA-Berechnungen wieder erheblich größer sein. Allerdings ist die Bahn eines Asteroiden niemals einhundertprozentig vorhersehbar.